# 1308 Halleria
1308 Halleria је астероид главног астероидног појаса. Приближан пречник астероида је 43,16 ,
а средња удаљеност астероида од Сунца износи 2,909 астрономских јединица (АЈ).
Инклинација (нагиб) орбите у односу на раван еклиптике је 5,572 степени, а орбитални период износи 1812,785 дана (4,963 године). Ексцентрицитет орбите астероида износи 0,013.
Апсолутна магнитуда астероида износи 10,80 а геометријски албедо 0,045.
Астероид је откривен 12. марта 1931. године.